# Trapa octotuberculata
Trapa octotuberculata là một loài thực vật có hoa trong họ Lythraceae. Loài này được Miki miêu tả khoa học đầu tiên năm 1952.